# Pietro Gozze
Pietro Gozze ou Petar Gučetić (1493–1564), chamado Doutor Ilírico, foi um prelado católico de Ragusa que serviu como bispo de Ston de 1551 a 1564.
Gozze nasceu em Dubrovnik (Ragusa) na república de Ragusa em 1493. O termo Ilírico indica que ele era croata. Foi ordenado sacerdote na Ordem dos Pregadores. Antes de se tornar bispo, ocupou cargos de professor na Universidade de Paris e na Universidade de Louvain. No dia 25 de fevereiro de 1551 foi nomeado pelo Papa Júlio III para a diocese de Ston, onde serviu até à sua morte em 1564.